# Everardia
Everardia es un género de plantas herbáceas  pertenecientes a la familia de las ciperáceas.   Comprende 22 especies descritas y de estas, solo 11 aceptadas.

## Taxonomía
El género fue descrito por Henry Nicholas Ridley y publicado en Timehri 5: 210. 1886. La especie tipo es: Everardia montana Ridl.

## Especies aceptadas
A continuación se brinda un listado de las especies del género Everardia aceptadas hasta febrero de 2014, ordenadas alfabéticamente. Para cada una se indica el nombre binomial seguido del autor, abreviado según las convenciones y usos.
- Everardia angusta N.E.Br.
- Everardia debilis T.Koyama & Maguire
- Everardia diffusa T.Koyama & Maguire
- Everardia disticha T.Koyama & Maguire
- Everardia erectolaxa T.Koyama & Maguire
- Everardia flexifolia (Gilly) T.Koyama & Maguire
- Everardia longifolia Gilly
- Everardia maguireana T.Koyama
- Everardia montana Ridl.
- Everardia recurvigluma T.Koyama & Maguire
- Everardia vareschii Maguire